# Adj-mer
Der Titel Adj-mer beschreibt ein hohes Amt im Alten Ägypten, das von Prinzen, Würdenträgern und hochrangigen Beamten ausgeübt wurde. Der Titel ist seit der 1. Dynastie belegt.

## Geschichte
Der Titel Adj-mer ist mindestens seit König Wadji der 1. Dynastie sicher belegt. Er erscheint in Siegelabdrücken auf Tonkrugverschlüssen aus Nilschlamm sowie auf Elfenbeintäfelchen. Bekannte Adj-mer sind unter anderem Amka, Anchka und Merka (allesamt 1. Dynastie).

## Aufgaben
Der Titel Adj-mer bedeutet wörtlich: „Der den Kanal aushebt“, oder kurz: „Kanalgräber“ und war in der Frühzeit sehr wahrscheinlich wortwörtlich zu nehmen. Heute wird der Titel sinnbildlich mit „Gauleiter“ oder „Gauverwalter“ übersetzt. Adj-mer beaufsichtigten die Gründung neuer Gaue, Domänen und Güter und deren Ausstattung mit Bewässerungskanälen, die für die Versorgung von Volk, Vieh und Getreide- und Gemüsefeldern lebensnotwendig waren. Später trugen Adj-mer zugleich auch den Titel „Gaufürst“ (altäg. Hatia), was ihr Amt und ihren Rang komplettierte. Adj-mer waren aber auch für die Erhebung von „Feldsteuern“ in Form von Abgaben von Naturalien an das Königshaus zuständig. Sie trugen auch dafür Sorge, dass die Nilfluthöhen und -stände und damit auch die Wasserstände der Versorgungskanäle beobachtet und minutiös festgehalten wurden. Ab dem Alten Reich, etwa ab der Regierungszeit des Königs Huni (Ende der 3. Dynastie), verwalteten Adj-mer nur noch die Gaue in Unterägypten (am Beispiel des hohen Beamten Metjen ersichtlich), in Oberägypten war der Sechem-ta tätig. Beide Ämter blieben bis zum Beginn der 5. Dynastie erhalten, danach wurden sie abgeschafft.